# ميغيل أنجيل كاريليرو
ميغيل أنجيل كاريليرو (بالإسبانية: Miguel Carrilero González) (مواليد 3 أغسطس 1977 في مدريد - إسبانيا) لاعب كرة قدم إسباني يلعب حاليا لصالح نادي الدرجة الأولى خيريث الإسباني منذ 2007 في مركز المهاجم .

## روابط خارجية
- ميغيل أنجيل كاريليرو على موقع قاعدة بيانات كرة القدم.إي يو (الإنجليزية)
- ميغيل أنجيل كاريليرو على موقع Soccerway.com (الإنجليزية)